# Port lotniczy Manuel Carlos Piar Guayana
Aeropuerto Manuel Carlos Piar Guayana – port lotniczy obsługujący miasto Ciudad Guayana w Wenezueli.

## Linie lotnicze i połączenia
- Aeropostal Alas de Venezuela (Caracas)
- Aserca Airlines (Barcelona, Caracas)
- Avior Airlines (Caracas, Barcelona, Miami [Begins in 2009])
- Conviasa (Porlamar)
- Rutaca (Caracas, Porlamar, Ciudad Bolivar)
- Canaima Tours (Canaima)
- Serami (Porlamar, Maturin, Barcelona, Canaima, Santa Elena de Uairen, Tucupita)
- Rainbow air (Porlamar)